# Andre Gregory
André William Gregory (ur. 11 maja 1934 w Paryżu) – amerykański aktor, reżyser teatralny i filmowy, pisarz producent, scenarzysta i aktor. Czołowa postać amerykańskiej awangardy teatralnej 2. połowy XX wieku. Urodzony we Francji w rodzinie emigrantów rosyjsko-żydowskich, w roku 1940 przyjechał wraz z nią do USA. Studiował na Uniwersytecie Harvarda, uczył się tańca u Marthy Graham (1956–57) i aktorstwa w Neighborhood Playhouse School of the Theatre u Lee Strasberga (1958–65). Doświadczenia zawodowe zdobywał też jako praktykant w Actors’ Workshop w San Francisco i w Berliner Ensamble. Zadebiutował jako reżyser w teatrach off-Broadway, prowadził też własny zespół The Writers’ Stage Company (1961). W latach 1965–67 był kierownikiem artystycznym Living Arts Theatre w Filadelfii, skąd musiał odejść w wyniku konfliktu z radą nadzorczą. W sezonie 1967/68 prowadził The Inner City Repertory Company w Los Angeles. W 1968 związał się ze School Of Arts Uniwersytetu Nowojorskiego i z jej studentami założył swój najsłynniejszy zespół: The Manhattan Project, prowadzący laboratoryjne poszukiwania w zakresie sztuki aktora, inspirowane dokonaniami Jerzego Grotowskiego, o czym opowiedział w filmie My Dinner with André (1981) Louisa Malle’a. W 1971 otrzymał Drama Desk Award za reżyserię przedstawienia Alicja w Krainie Czarów.

## Filmografia
- 1982: Autor! Autor! jako J.J.
- 1984: Protokół jako Nawaf Al Kabeer
- 1986: Wybrzeże moskitów jako wielebny Spellgood
- 1987: Cwaniak jako Ted Avery
- 1988: Ostatnie kuszenie Chrystusa jako Jan Chrzciciel
- 1990: Fajerwerki próżności jako Aubrey Buffing
- 1993: Człowiek demolka jako Warden William Smithers
- 1994: Wania na 42 ulicy w roli samego siebie
- 1994: Cień jako Burbank
- 1998: Celebrity jako John Papadakis